# Oskar Schlemmer
Oskar Schlemmer (Stoccarda, 4 settembre 1888 – Baden-Baden, 13 aprile 1943) è stato un pittore e scultore tedesco.
Fin dal tempo della sua fondazione, aderì al Bauhaus di Weimar (in seguito fu a Breslavia e a Charlottenburg) dirigendovi dal 1923 la sezione di cultura e teatro.
Il suo Triadisches Ballet, con originali invenzioni meccaniche di sapore surrealista, ebbe vivo successo e molte ripercussioni nella scenografia teatrale tedesca che egli aveva cercato di riformare per dare pieno risalto alla purezza della figura umana.
In pittura, partito da una sintassi cubista, sviluppò uno stile tra classico e purista analogo a quello della Scuola di Parigi e trovò la più felice simbiosi di architettura-pittura nei dipinti murali detti appunto Mauerbild; nell'ultimo decennio della sua attività approdò a un rigoroso astrattismo purista.

## Galleria d'immagini

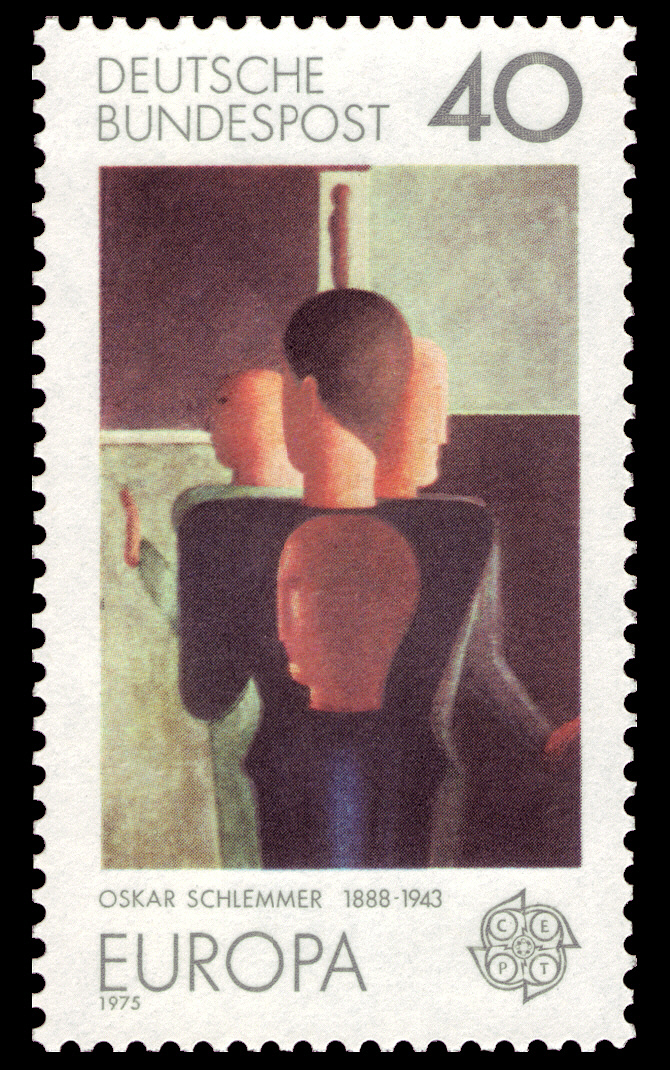
Gruppo concentrico
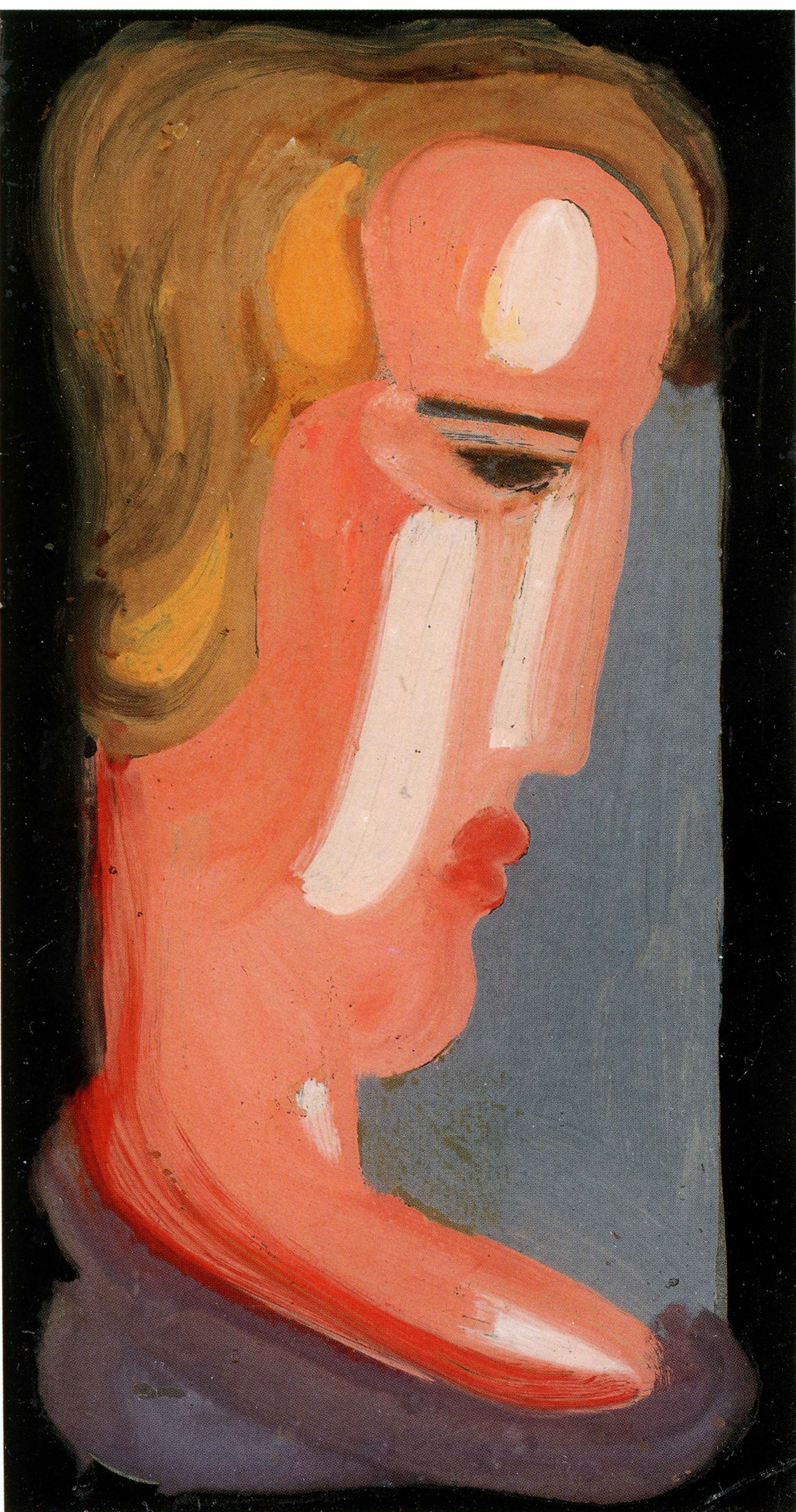
Testa inclinata
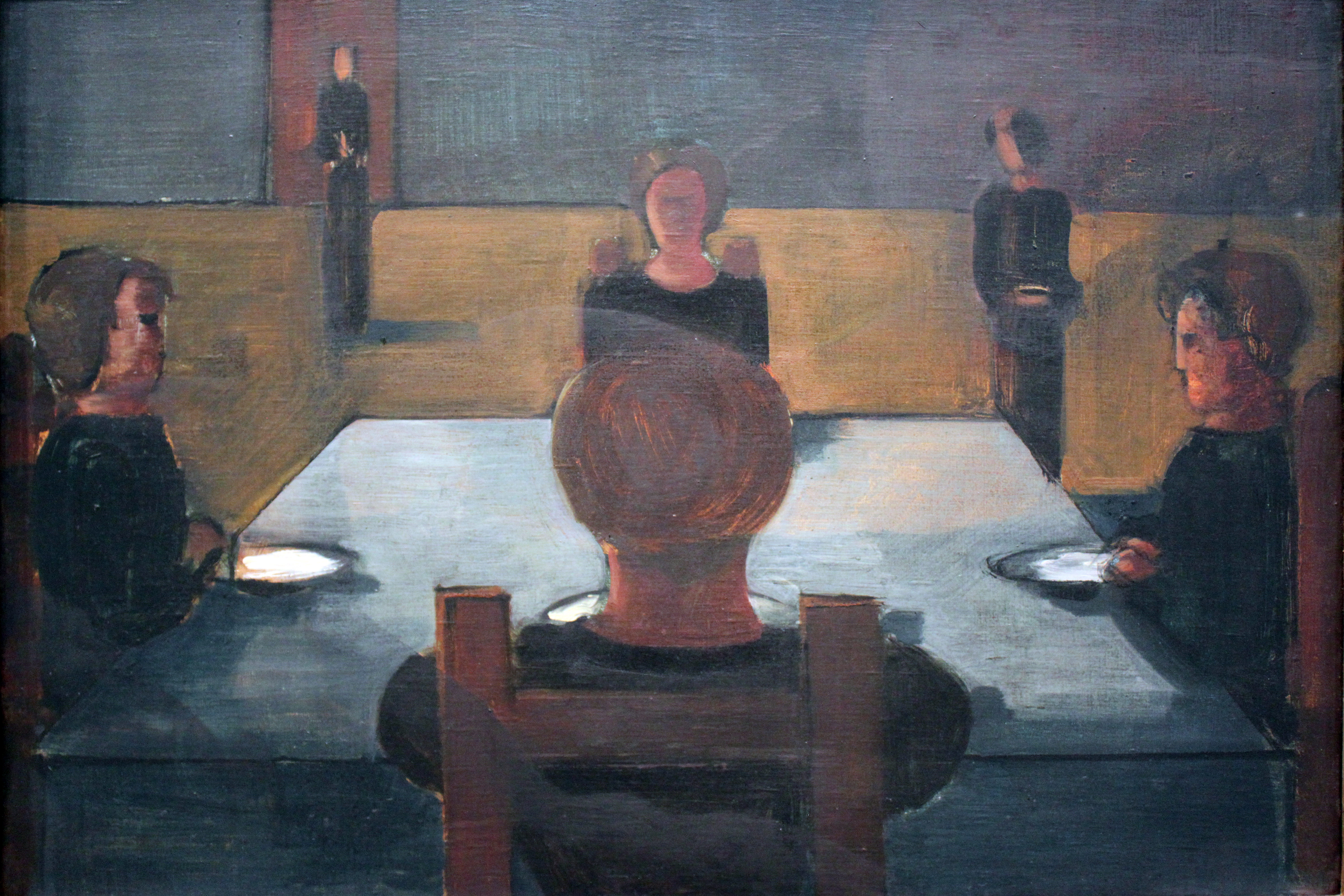
Cena di gala
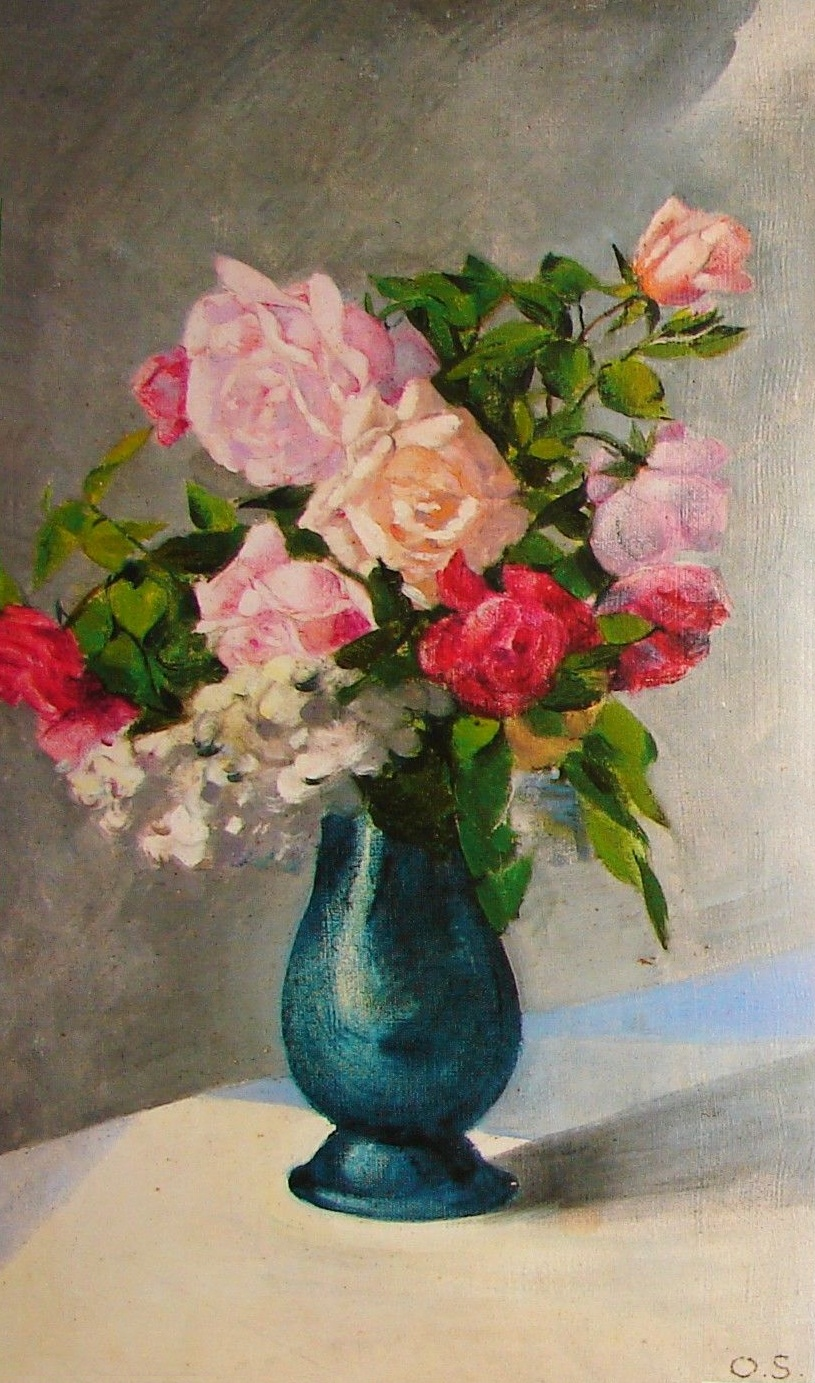
Vaso di gladioli e dalile
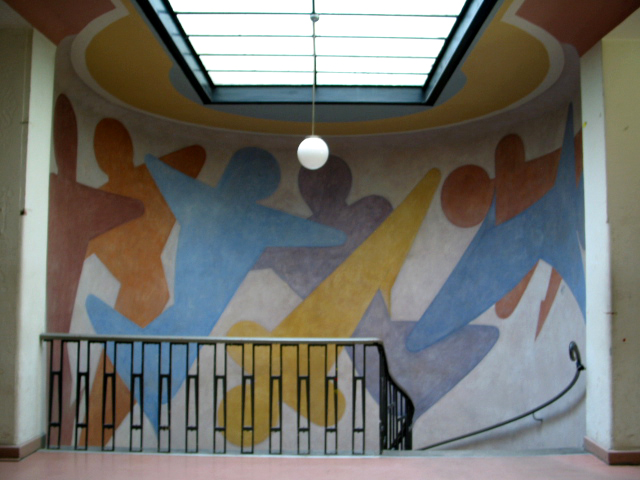
Affresco